# Laudenbach (Gelster)
Der Laudenbach (umgangssprachlich Weiße Gelster genannt) ist ein rechter bzw. südlicher und mit 5,4 km Fließstrecke der längste Zufluss der Gelster im Nordosten von Hessen, Deutschland.

## Namensursprung
Der „Vorname“ der Weißen Gelster entstammt vermutlich den aus dem kalkhaltigen Boden am Hohen Meißner besonders nach starken Regenfällen ausgespülten Kalkpartikeln, die in den Verlauf des Bachs gelangen und das Wasser milchig-trüb einfärben.

## Verlauf
Der Laudenbach verläuft in überwiegend nördlicher Richtung durch dörfliche Stadtteile und landwirtschaftlich genutzte Gebiete von Großalmerode. Er entspringt an der Westabdachung des Bergmassivs Hoher Meißner an der Nordwestflanke vom Meinetsberg (501,9 m ü. NN) im Naturschutzgebiet „Quellgebiet der Weißen Gelster“.
Vom dort fließt der Laudenbach durch den Ortsteil Laudenbach und dann durch den Ortsteil Uengsterode, das im Tal an der Nahtstelle von Kaufunger Wald im Nordwesten und Hohem Meißner im Südosten liegt.
Etwas nördlich von Uengsterode mündet der Laudenbach in die von Westen kommende Gelster (Schwarze Gelster), einem Werra-Zufluss.

## Einzugsgebiet und Zuflüsse
Das Einzugsgebiet des Laudenbach umfasst 15,989 km². Der Bach wird von mindestens sechs kleinen Bächen gespeist, die von Westen aus den Hochlagen des Kaufunger Walds (max. 643,4 m ü. NN) und von Osten vom Hohen Meißner kommen, der mit 753,6 m ü. NN der höchste Berg im Nordosten von Hessen ist.